# Superman is Dead
Superman is Dead (sometimes just SID), es una banda punk rock de Indonesia naturales de Kuta, Bali. Todas sus producciones discográficas han sido producidas por Sony Music y BMG, sello que produjo para otras bandas indonesias como Rocket Rockers, Shaggy Dog y Endang Soekamti. La banda fue formada en 1995 integrado por Boby Kool, Eka Rock, Jrx (pronunciado jrinks), además su estilo musical es similar a otras bandas musicales como Green Day y NOFX.

## Discografía

### Álbumes (Indie Label)
- Case 15 (1997, Independent Entertainment)
- Superman Is Dead (1998/1999)

### Álbumes (Mejor etiqueta)
- Kuta Rock City (May 2003, Sony Music Indonesia)
- The Hangover Decade (Dec 2004, Sony Music Indonesia)
- Black Market Love (April 2006, Sony Music Indonesia)
- Angels And The Outsiders (February 2009, Sony Music Indonesia)